# 埃爾希卡羅 (新塞哥維亞省)
埃爾希卡羅（西班牙語：El Jícaro），是尼加拉瓜的城鎮，位於該國西北部，由新塞哥維亞省負責管轄，始建於1874年，面積429平方公里，海拔高度620米，2005年人口25,901，人口密度每平方公里60.38人。
13°43′N 86°8′W / 13.717°N 86.133°W